# Wacław I Święty
Wacław I Święty, również Święty Wacław (ur. ok. 907, zm. 28 września 929 lub 935) – czeski książę z dynastii Przemyślidów, patron Czech; męczennik, święty Kościoła katolickiego i Cerkwi prawosławnej.

## Życiorys
Był synem księcia Wratysława I i pogańskiej księżniczki Drahomiry. Gdy Wacław miał trzynaście lat, Wratysław I zmarł, a jego wychowaniem w duchu chrześcijańskim zajęła się babka, późniejsza święta Ludmiła, a nie matka, która wychowywała jego młodszego brata Bolesława. Około roku 924 Wacław rozpoczął samodzielne rządy w kraju, wygnał z niego Drahomirę i Bolesława i rozpoczął proces ugruntowania chrystianizacji Czech – wtedy właśnie wzniesiono przedromańską rotundę, której pozostałości znajdują się obecnie pod katedrą św. Wita na Hradczanach w Pradze.

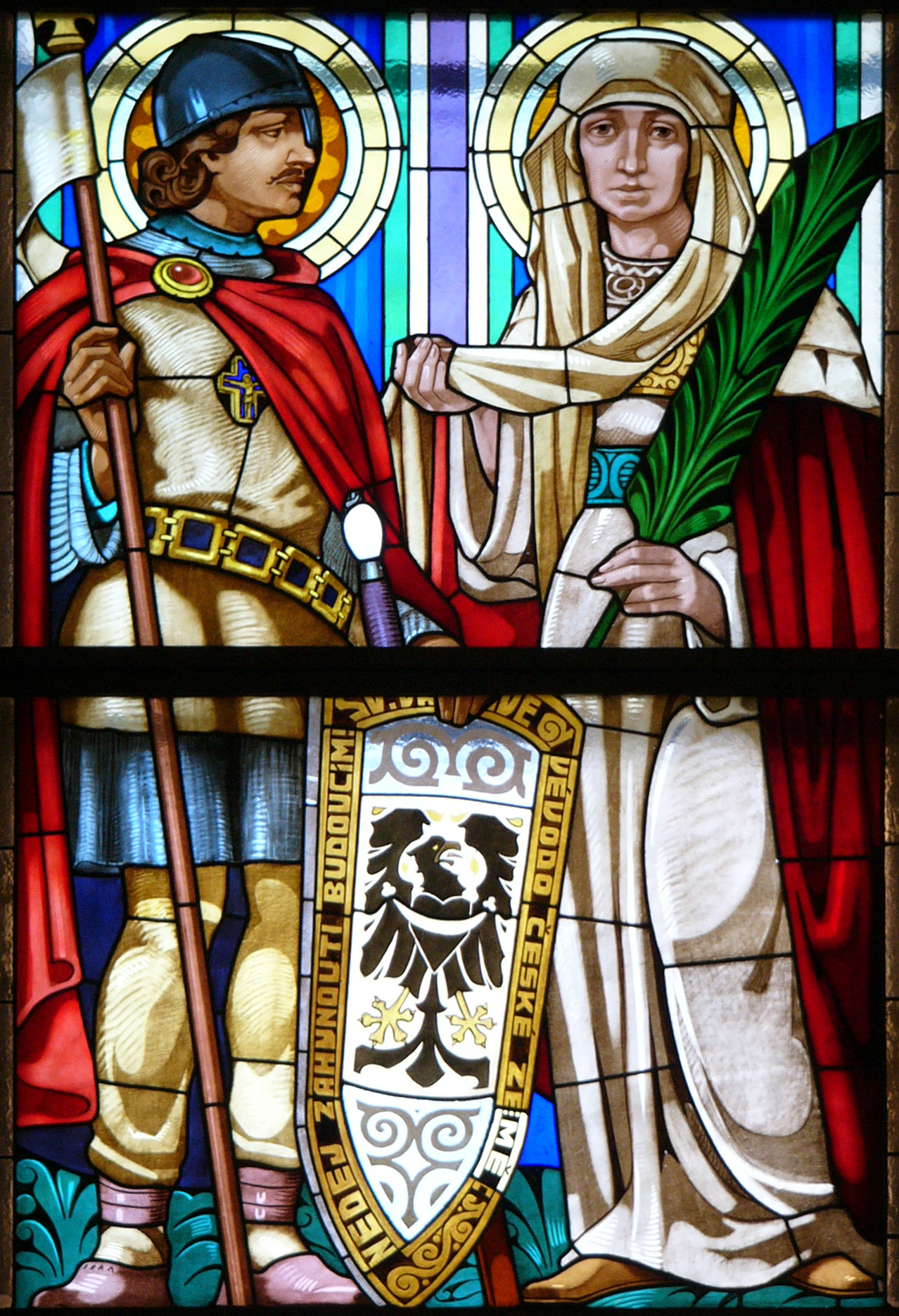
Święty Wacław i jego babka św. Ludmiła w kościele św.św. Cyryla i Metodego w Ołomuńcu. Artystyczna wizja – Wacław w momencie śmierci babki miał 14 lat

Wzrost znaczenia chrześcijaństwa i polityka Wacława skutkowała zależnością Czech wobec Cesarstwa Niemieckiego, a to było sprzeczne z interesami części czeskiej elity, która popierała młodszego brata Wacława, Bolesława.

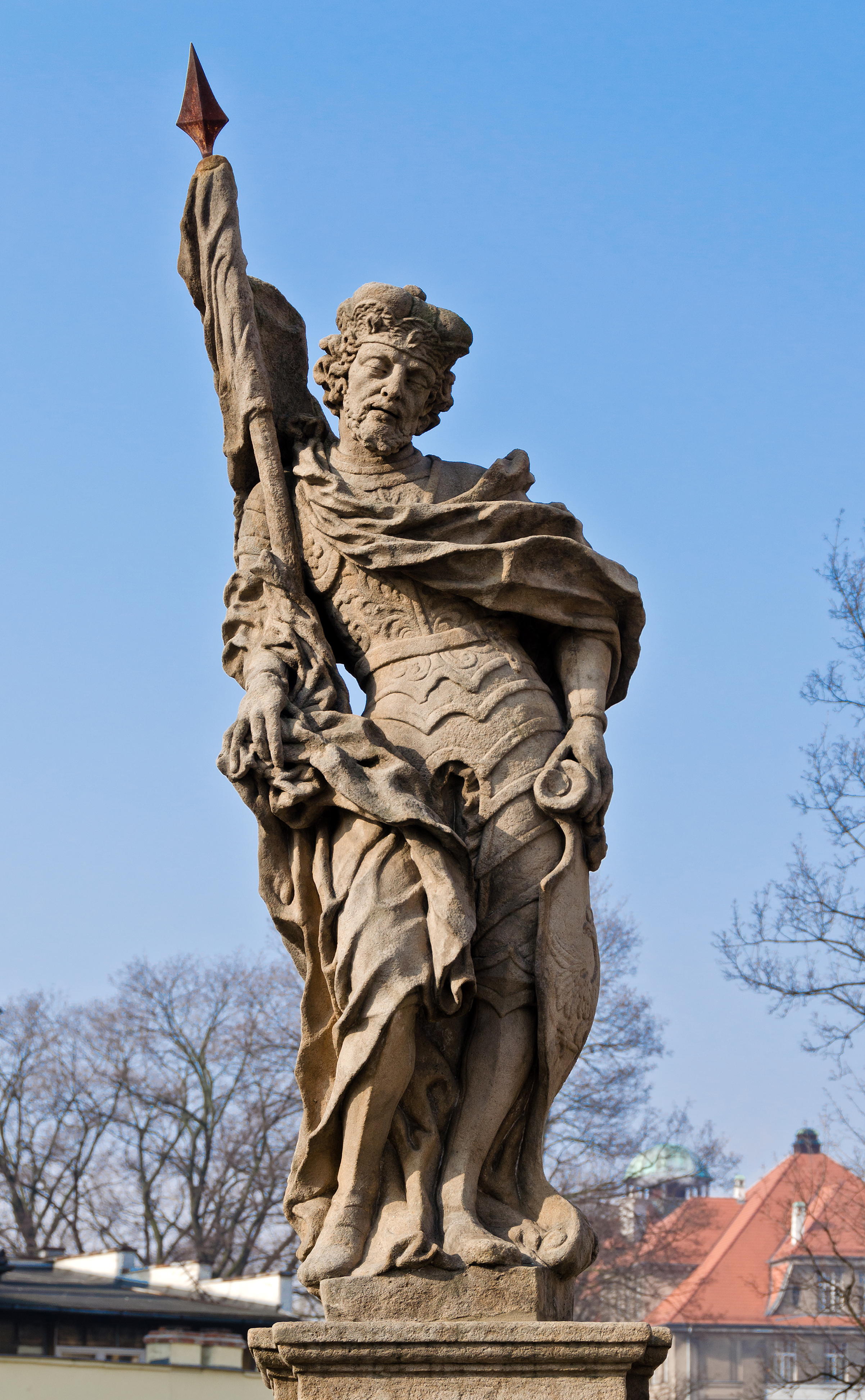
Posąg św. Wacława na moście gotyckim w Kłodzku

Bolesław zaprosił Wacława na uroczystości świętych Kosmy i Damiana do Starej Boleslavi. Tam wywiązała się kłótnia pomiędzy braćmi, Bolesław uderzył brata mieczem, a Wacław uciekł do kościoła, ale zanim tam dobiegł zabiło go trzech rycerzy Bolesława Tira, Česta i Hněvsa. Wkrótce potem Wacław został uznany za świętego jako męczennik.
O Wacławie mówią utwory hagiograficzne m.in. Druhá staroslověnská legenda o sv. Václavu (Kniha o rodu a utrpení svatého Václava). Według autora tej legendy został Wacław zmuszony obcować z kobietą i spłodził z nią syna o imieniu Zbrasłav. Żona Wacława była niewierna z jego własnym sługą. Wacław ponoć ich przyłapał na gorącym uczynku. Nie kazał ich jednak stracić, lecz wybaczył i szlachetnie sam udzielił im ślubu.

## Ikonografia
W ikonografii Wacław I Święty jest przedstawiany z następującymi atrybutami: sztylet – narzędzie jego śmierci, anioł podający mu włócznię, trumna niesiona przez anioły.

## Patronat
Święty Wacław został ustanowiony w 1436 jednym z czterech głównych patronów Królestwa Polskiego przez biskupa krakowskiego kard. Zbigniewa Oleśnickiego.
Współcześnie jest patronem Czech i Pragi. W Polsce wiele starych kościołów ma za patrona tego świętego, m.in. krakowska katedra wawelska (śś. Stanisława i Wacława), Katedra św. Stanisława i św. Wacława w Świdnicy czy kościół św. Wacława w Radomiu.

## Dzień obchodów
Wspomnienie liturgiczne obchodzone jest w Kościele katolickim w dies natalis.

## W kulturze
Książę Wacław jest bohaterem angielskiej kolędy Good King Wenceslas, zaczynającej się od słów Good King Wenceslas looked out, on the Feast of Stephen, według legend śpi on ze swoimi rycerzami na górze Blaník, żartobliwe przedstawienie świętego zaproponował David Černý w postaci rzeźby Koń.